# Mavinahalli, Mysore
Mavinahalli là một làng thuộc tehsil Mysore, huyện Mysore, bang Karnataka, Ấn Độ.